# Dešret
Dešret je bilo uradno staroegipčansko  ime rdeče krone Spodnjega Egipta in puščave Rdeča dežela na obeh straneh Kemeta – rodovitne  Črne dežele  na bregovih Nila. Rdeča krona, združena z belo krono Gornjega Egipta (hedžet), je tvorila dvojno krono (pšent), katero so stari Egipčani imenovali  sekhemti.
Rdeča krona se je v egipčanskih hieroglifih nazadnje uporabljala kot pokončna črka »n«. Izvorni hieroglif črke »n« je v preddinastičnem  obdobju in Starem kraljestvu imel obliko majhnih vodnih valov.

## Pomen
| D46 · N37 · D21 | X1 | S3 |

| D46 · N37 · D21 | X1 | S3 |

V egipčanski mitologiji je bog zemlje Geb, prvi vladar Egipta, podelil Horu oblast nad Spodnjim Egiptom. Egipčanski faraoni, ki so nase gledali kot na Horove naslednike, so nosili dešret kot simbol svoje oblasti nad Spodnjim Egiptom. Dešret so pogosto nosila ali so se z njo istovetila  tudi druga božanstva. Mednje sta spadala zaščitniška kačja boginja Vadžet in boginja Saisa Neit.
Rdeča krona se je kasneje združila z belo krono Gornjega Egipta v dvojno krono,  ki je  simbolizirala oblast nad celotnim, se pravi Gornjim in Spodnjim Egiptom, katera so Egipčani imenovali Dve deželi.
Dešret kot Rdeča dežela je obsegala puščave in tuje dežele okoli Egipta. Njihov gospodar  je bil bog Set. Rdečo deželo so imeli za zelo nevarno  ozemlje, na katerem sta vladala kaos in brezzakononje.

## Zapisi
Do zdaj niso odkrili nobene rdeče krone. Več starih opisov kaže, da je bila podobno kot košara spletena iz rastlinskih vlaken kot so trava, slama, lan,  palmovi listi ali trsje.
Rdeča krona je pogosto omenjena v besedilih in upodobljena na risbah in kipih. Zgoden primer faraona z dešretom na glavi je na Narmerjevi paleti. Etiketa iz obdobja kralja Djerja opisuje njegov obisk v svetišču Dešret, ki bi lako bilo v Butu v delti Nila.
Dejstvo, da niso niti v relativno nedotaknjenih grobnicah odkrili nobenega faraona, ki bi bil pokopan z dešret, morda pomeni, da je krona prehajala z vladarja na njegovega naslednika, kot se dogaja v sodobnih monarhijah.

## Fonogram
Staroegipčanska rdeča krona je eden od najstarejših egipčanskih hieroglifov. Kot ikonografski element se je kot »rdeča krona Nilove delte«, se pravi Spodnjega Nila, upodobila na slavni Narmerjevi paleti. 

Kasneje se je uporabljala kot pokončna  črka n v nasprotju z ležečo črko n (Gardinerjev znak 35) 
| N35 |

Domneva se, da sta bila oba znaka enakovredna, vendar se je v besedah s črko n slednji pogosteje pisal v obliki vodnih valov.

## Galerija
- Črepinja iz ramzeškega obdobja s podobo faraona z rdečo krono
- Prednja stran Narmerjeve palete
- Pokončna črka  n  kot predlog ali determinativ v egipčanskem jeziku
- Detajl Narmerjeve palete s podobo kralja Narmerja z rdečo krono